# Karin Ruckstuhl
Karin Ruckstuhl (Baden, Suiza, 2 de noviembre de 1980) es una atleta neerlandesa especializada en la prueba de heptalón, en la que ha logrado ser subcampeona europea en 2006.

## Carrera deportiva
En el Campeonato Europeo de Atletismo de 2006 ganó la medalla de plata en la competición de heptalón, consiguiendo un total de 6423 puntos que fue récord nacional neerlandés, siendo superada por la sueca Carolina Klüft (oro con 6740 puntos que fue récord de los campeonatos) y por delante de la alemana Lilli Schwarzkopf (bronce).